# Manfred Bukofzer
Manfred Fritz Bukofzer (27. března 1910 Oldenburg – 7. prosince 1955 Oakland) byl německo-americký hudební vědec. K jeho dílům patří kniha Music in the Baroque Era (1947), přehled dějin barokní hudby.

## Život
Bukofzer studoval na Univerzitě v Heidelbergu, Friedrich-Wilhelms-Universität a Sternově konzervatoři v Berlíně. Po nástupu nacistického režimu v roce 1933 odešel do Švýcarska, kde v roce 1936 získal doktorát na Univerzitě v Basileji prací Geschichte des englischen Diskants und des Fauxbourdons nach den theoretischen Quellen. 
V roce 1939 emigroval do Spojených států, kde od roku 1941 vyučoval hudební vědu na Kalifornské univerzitě v Berkeley. V roce 1954 byl jmenován vedoucím tamní katedry hudby. Zemřel roku 1955 na mnohočetný myelom. Jeho osobní a odborná pozůstalost je uložena v hudební knihovně Kalifornské univerzity v Berkeley.

## Dílo
Kromě barokní hudby se Bukofzer specializoval na anglickou hudbu a hudební teorii 14.–16. století. Zabýval se také jazzem a etnomuzikologií. Mezi jeho studenty patřil například Leonard Ratner.

### Vybrané publikace
- Geschichte des englischen Diskants und des Fauxbourdons nach den theoretischen Quellen (1936)
- Music in the Baroque Era (1947)
- Studies in Medieval and Renaissance Music (1950)
- John Dunstable: A Quincentenary Report (1954)